# Цзичжоу (Хэншуй)
Цзичжо́у (кит. упр. 冀州, пиньинь Jìzhōu) — район городского подчинения городского округа Хэншуй провинции Хэбэй (КНР). Район назван по существовавшей здесь в древности области.

## История
Легенды гласят, что когда Великий Юй усмирил воды потопа, то после этого он разделил Поднебесную на девять областей, самой северной из которых была Цзичжоу.
Во времена империи Хань в стране была введена двухуровневая система административного деления: единицами нижнего уровня были уезды, единицами верхнего — округа (управлявшиеся государственными чиновниками) и уделы (дарованные отдельным лицам вместе с соответствующими титулами в личное управление). В 201 году до н. э. в этих местах был создан округ Синьду (信都郡), которому подчинялось 4 уезда. В 182 году до н. э. внуку чжаоского вана был дарован титул «хоу», и даны эти места в качестве удельного владения — так появился удел Синьду (信都国). В 155 году до н. э. император Цзин-ди передал этот удел одному из своих сыновей, и он был переименован в Гуанчуань (广川国).
В 106 году до н. э. императором У-ди были созданы административные единицы нового уровня, ещё более высокого, чем округа и уделы — области, и была создана область Цзичжоу, в которую вошло 4 округа и 6 уделов. В 37 году до н. э. удел Гуанчуань был переименован в Синьду. В 25 году в область Цзичжоу входило 9 округов и уделов, при этом в округ Синьду (бывший удел Синьду) входило 13 уездов; три из этих уездов находились на территории современного городского уезда Цзичжоу.
В том или ином виде область Цзичжоу просуществовала до империи Тан, когда в 662 году она была переименована в Вэйчжоу (魏州), но в 672 году ей было возвращено прежнее название. В 742 году она была переименована в округ Синьду, но в 758 году опять стала областью Цзичжоу; на тот момент в неё входило всего 6 уездов. В 905 году уезд Синьду был переименован в Яоду (尧都县).
В эпоху Пяти династий территория области Цзичжоу стала ареной многочисленных боевых действий. При империи Северная Сун в область Цзичжоу входило 7 уездов. Затем Цзичжоу была захвачена чжурчжэньской империей Цзинь.
При монгольской империи Юань система административного деления стала четырёхуровневой, и области стали занимать второй снизу уровень, то есть ниже их были только уезды. В это время область Цзичжоу состояла из 5 уездов, из них на территории современного городского уезда Цзичжоу располагался лишь уезд Синьду. При империи Мин система административного деления стала трёхуровневой; в область Цзичжоу входило 4 уезда, а подчинялась она Чжэньдинской управе (真定府). При империи Цин в 1724 году область Цзичжоу была поднята в статусе до «непосредственно управляемой», ей подчинялось 5 уездов, при этом территория современного района Цзичжоу подчинялась напрямую управляющим структурам области, не входя ни в один из уездов.  После Синьхайской революции в Китае была произведена реформа структуры административного деления, в ходе которой области были упразднены, и в 1914 году территория, непосредственно подчинявшаяся властям области и не входившая в состав каких-либо уездов, была преобразована в уезд Цзисянь (冀县).
В 1949 году был образован Специальный район Хэншуй (衡水专区), и уезд Цзисянь вошёл в его состав. В 1952 году специальный район Хэншуй был расформирован, и уезд Цзисянь вошёл в состав Специального района Шицзячжуан (石家庄专区). В 1958 году уезд Цзисянь был присоединён к уезду Хэншуй. В 1961 году уезд Цзисянь был опять выделен из уезда Хэншуй. В 1962 году Специальный район Хэншуй был создан вновь, и уезд Цзисянь опять вошёл в его состав. В 1970 году Специальный район Хэншуй был переименован в Округ Хэншуй (衡水地区).
В 1993 году уезд Цзисянь был преобразован в городской уезд Цзичжоу. В мае 1996 года решением Госсовета КНР округ Хэншуй был преобразован в городской округ Хэншуй.
В 2016 году городской уезд Цзичжоу был преобразован в район городского подчинения.

## Административное деление
Район Цзичжоу делится на 7 посёлков и 4 волости.